# Leptosiphon aureus
Leptosiphon aureus là một loài thực vật có hoa trong họ Polemoniaceae. Loài này được (Nutt.) J.M. Porter & L.A. Johnson mô tả khoa học đầu tiên năm 2000.

## Hình ảnh

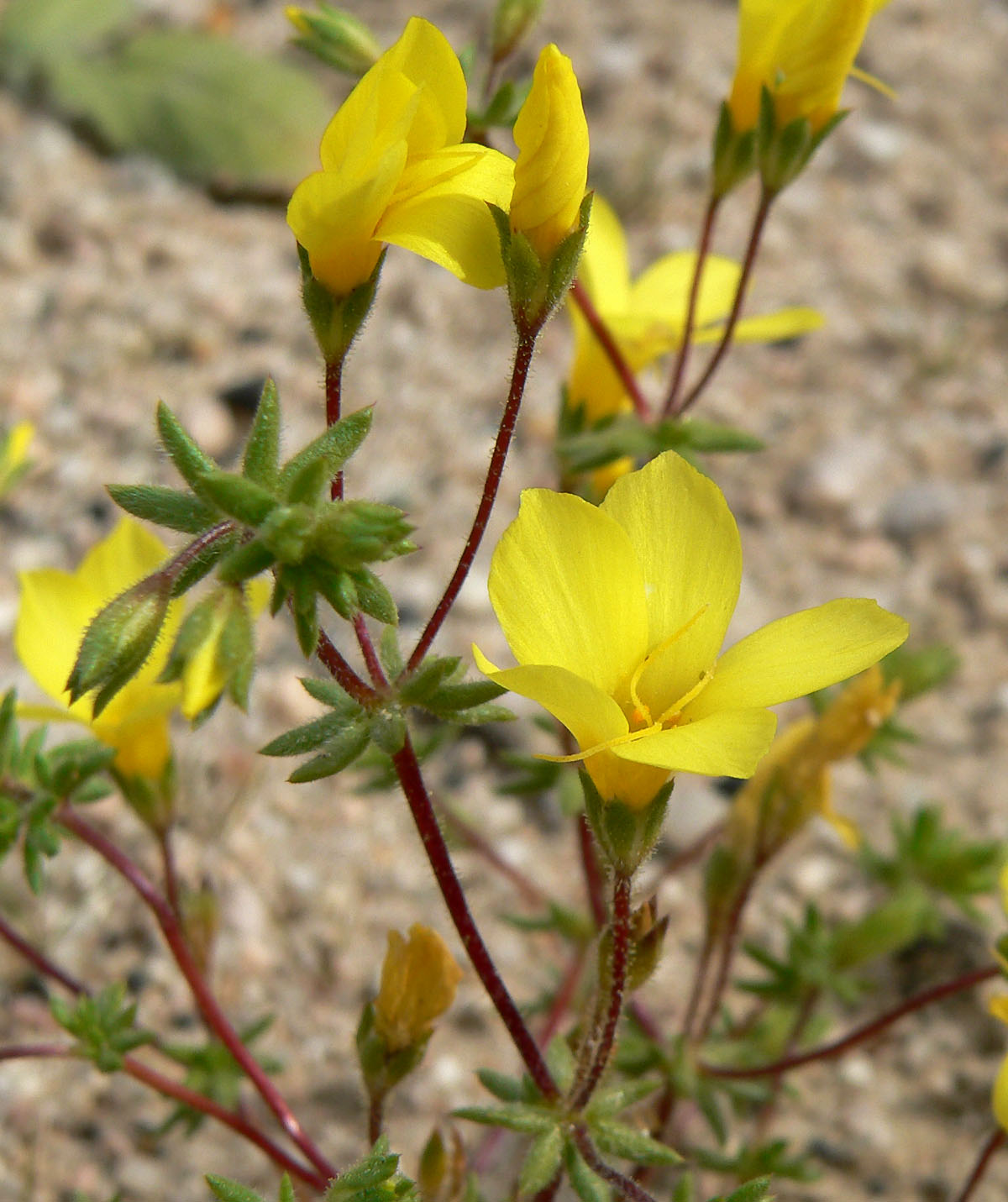
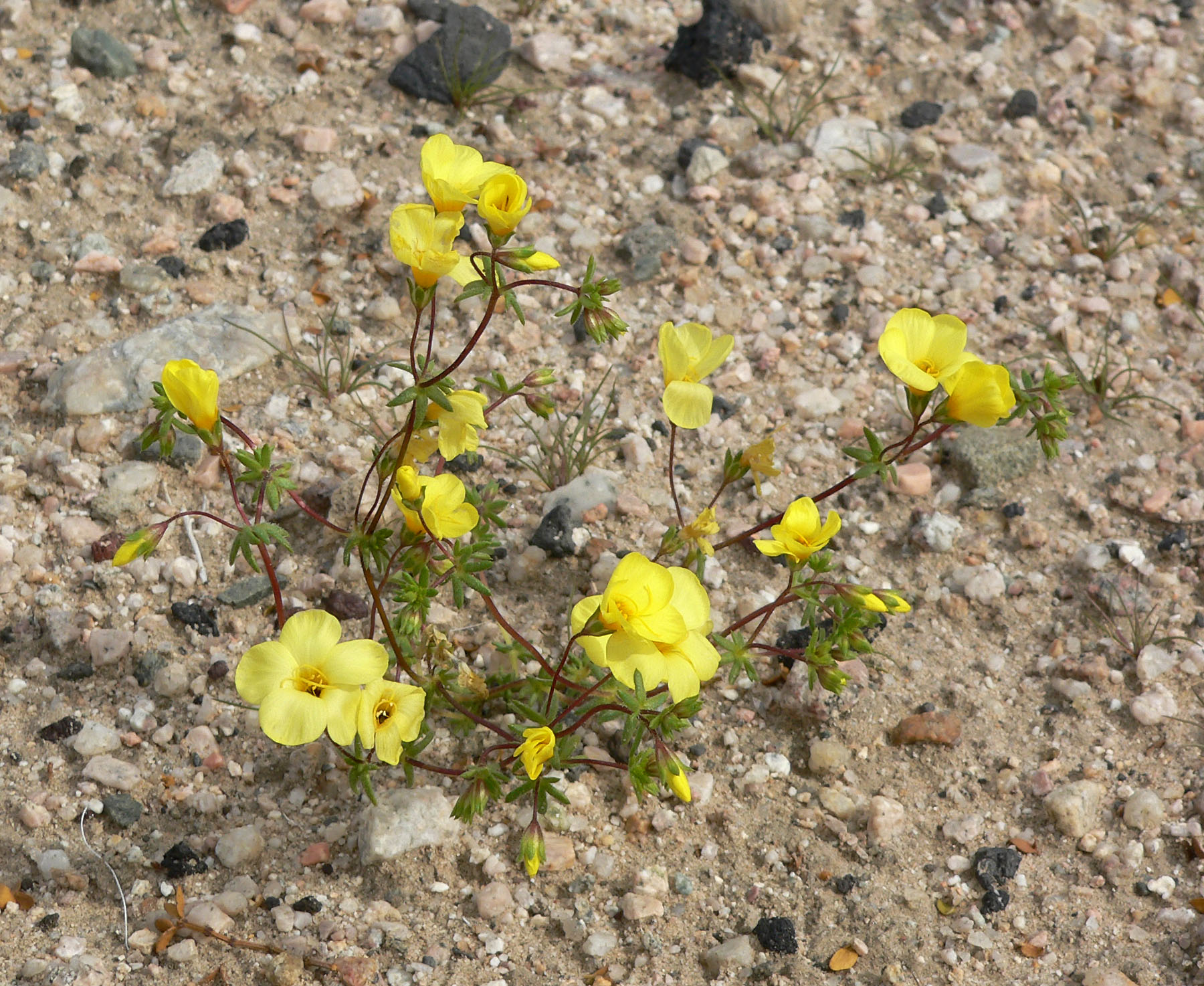
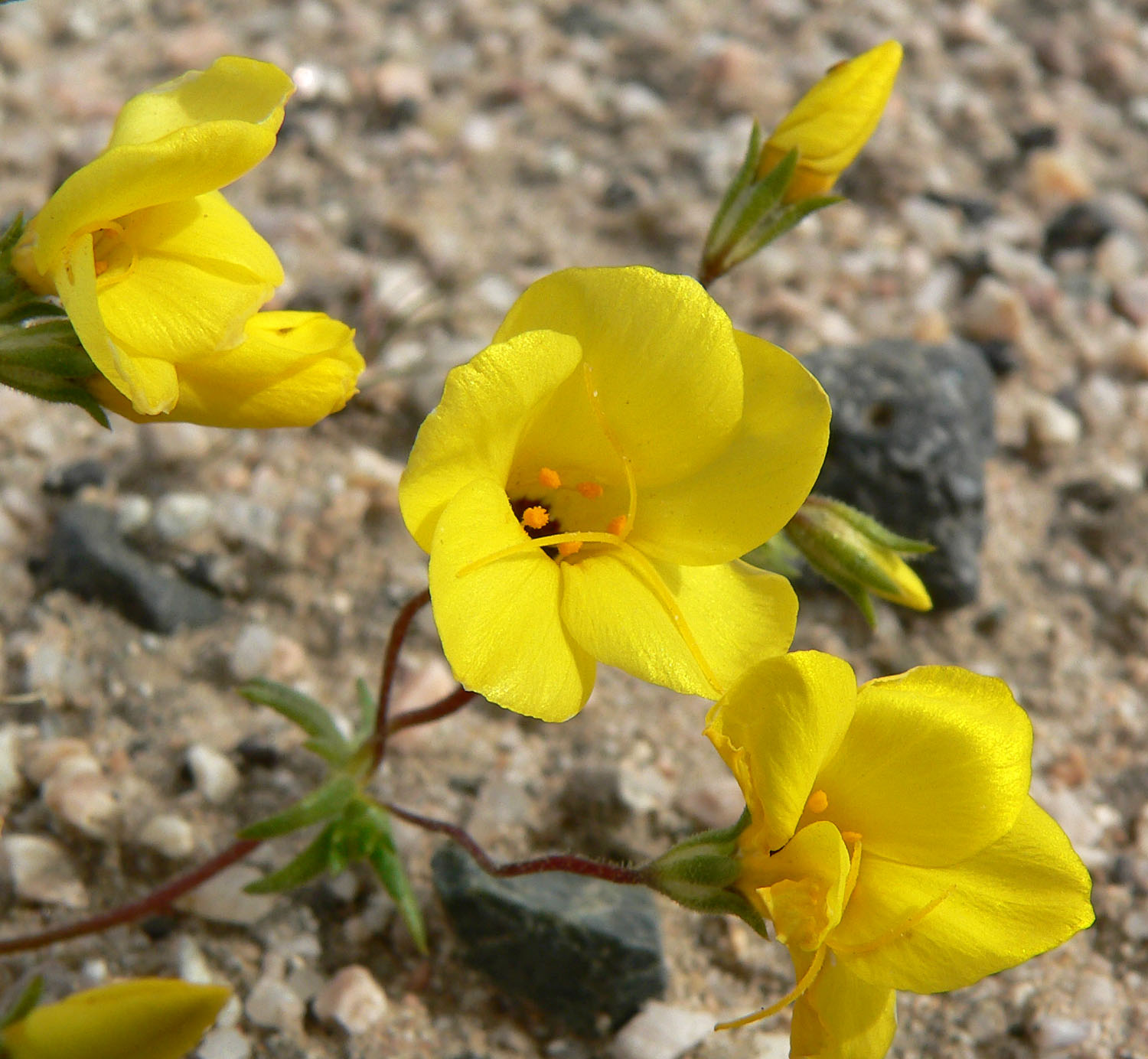
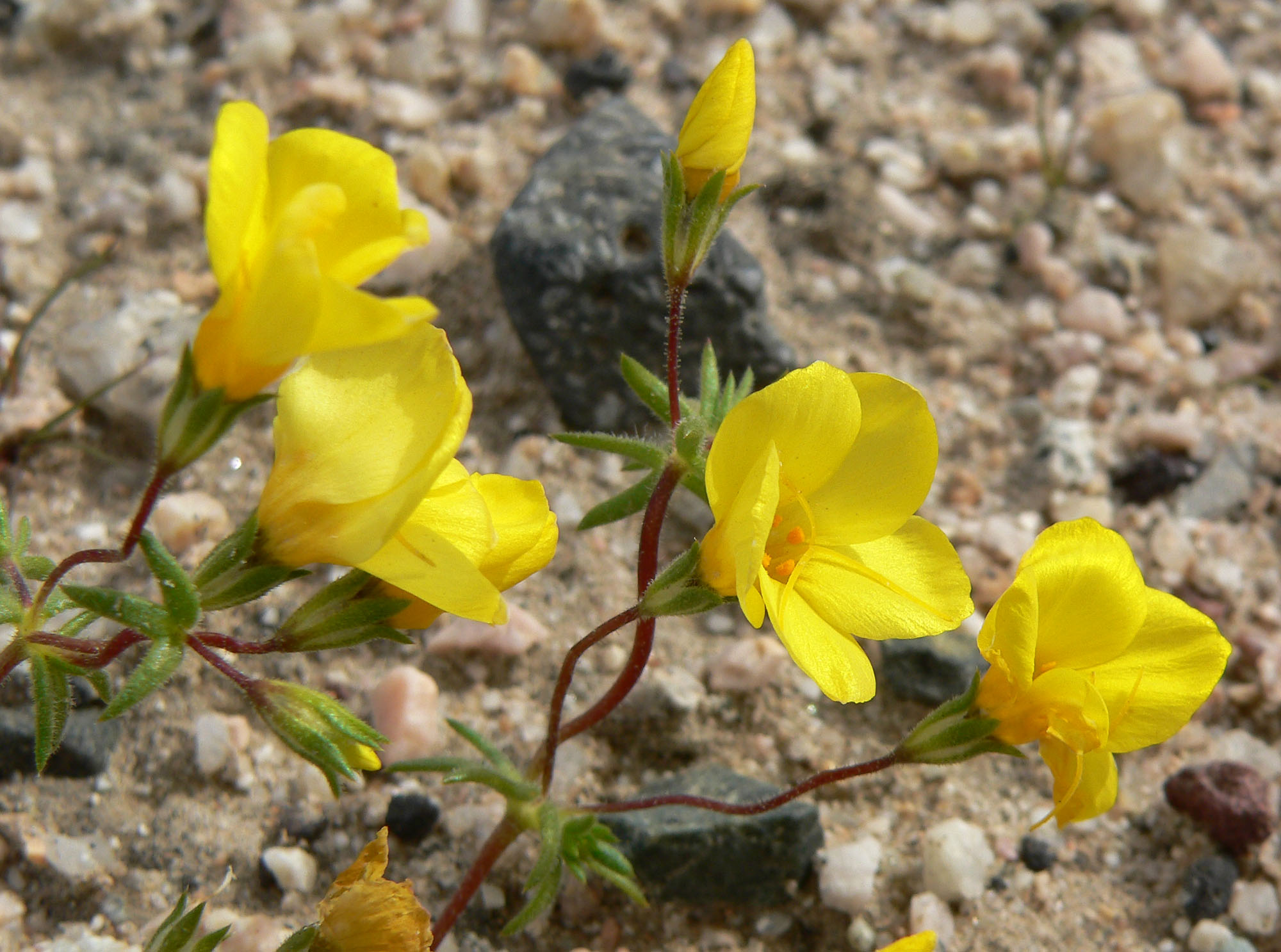